# Voznica
Voznica – wieś (obec) na Słowacji położona w kraju bańskobystrzyckim, w powiecie Žarnovica.

## Położenie
Leży w dolinie rzeki Hron, u zachodnich podnóży Gór Szczawnickich, około 2,5 km na południe od miasta Žarnovica. Zabudowania wsi znajdują się na lewym brzegu rzeki, w miejscu, w którym do doliny Hronu otwiera się od wschodu dolina Richnava, którą spływa równoimienny potok, uchodzący tu do Hronu. Przez wieś, lewym brzegiem Hronu, biegnie lokalna droga z Žarnovicy do Rudna nad Hronom. Prawym brzegiem Hronu biegnie droga ekspresowa R1 oraz linia kolejowa Zwoleń - Nové Zámky.

## Historia
Pierwsze wzmianki o miejscowości pochodzą z 1075 roku. Początkowo należała do feudalnego „państwa” z siedzibą na grodzie Tekov. Od 1391 roku wchodziła w skład dóbr z siedzibą na zamku Revište, należących do Dóczych, a w latach 40. XIV wieku zajętych przez wojska Jana Jiskry. W czasach najazdów tureckich kilkakrotnie spustoszona. W II połowie XVII wieku wraz z całym „państwem” przeszła na własność Komory Górniczej w Bańskiej Szczawnicy. Mieszkańcy zajmowali się rolnictwem, hodowlą bydła i owiec oraz produkcją płótna i sukna.
Na północ od centrum miejscowości, około 120 m od brzegu Hronu, znajduje się ujście Voznickiej Sztolni Dziedzicznej, odwadniającej rewiry górnicze w Bańskiej Szczawnicy i Hodruszy, swego czasu najdłuższej w Europie.

## Demografia
Według danych z dnia 31 grudnia 2012 roku, wieś zamieszkiwało 657 osób, w tym 341 kobiet i 316 mężczyzn.
W 2001 roku pod względem narodowości i przynależności etnicznej 99,69% mieszkańców stanowili Słowacy, a 0,16% Węgrzy.
Ze względu na wyznawaną religię struktura mieszkańców kształtowała się w 2001 roku następująco:
- Katolicy rzymscy – 79,12%
- Grekokatolicy – 0,78%
- Ewangelicy – 0,78%
- Prawosławni – 0,31%
- Ateiści – 8,95%
- Nie podano – 9,42%